# Arbeitsmedizinische Vorsorgeuntersuchungen (Rechtslage bis 31. Oktober 2013)

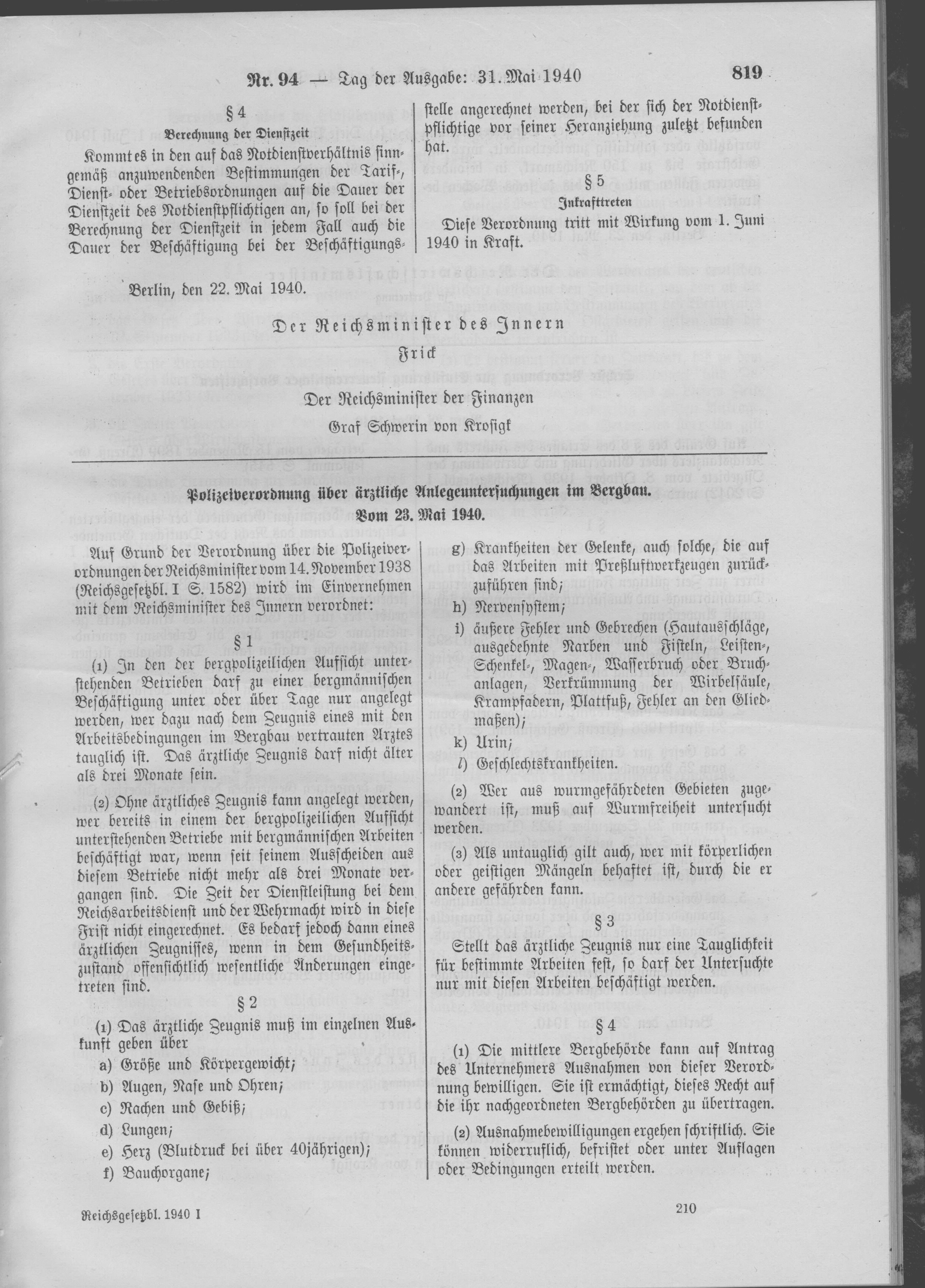
Polizeiverordnung über ärztliche Anlegeuntersuchungen im Bergbau vom 23. Mai 1940

Die arbeitsmedizinischen Vorsorgeuntersuchungen dienten der Früherkennung bzw. Vorbeugung arbeitsbedingter Erkrankungen oder Berufskrankheiten. Jeder Arbeitgeber ist zur gesundheitlichen Fürsorge gegenüber seinen Mitarbeitern verpflichtet (Arbeitsschutzgesetz). Dazu gehört auch die arbeitsmedizinische Vorsorge, die aus der detaillierten Beurteilung der Arbeitsbedingungen fachliche Empfehlungen herleitet – zum Beispiel die Notwendigkeit von Vorsorgeuntersuchungen.

## Gesetze und Vorschriften
- Arbeitsmedizinische Vorsorgeuntersuchungen bei einer Belastung durch Gefahrstoffe werden durch die Gefahrstoffverordnung gefordert.
- Bei einem möglicherweise gefährlichen Umgang mit biologischen Arbeitsstoffen schreibt die Biostoffverordnung entsprechende Vorsorgeuntersuchungen vor. Im Bereich der Gentechnik gilt entsprechend die Gentechnik-Sicherheitsverordnung.
- Der Verhütung lärmbedingter Erkrankungen, insbesondere der Lärmschwerhörigkeit, sowie Erkrankungen durch Ganzkörper- oder Hand-Arm-Schwingungen gelten die Regelungen der Lärm- und Vibrations-Arbeitsschutzverordnung.
- Im Detail regelt die Verordnung zur arbeitsmedizinischen Vorsorge (ArbMedVV), bei welchen Gefährdungen arbeitsmedizinische Vorsorgeuntersuchungen durchzuführen oder anzubieten sind.
- Für Vorsorgeuntersuchungen bei einer Belastung durch ionisierende Strahlen gelten die Bestimmungen der  Strahlenschutzverordnung (Abschnitt 3 – Ärztliche Überwachung beruflich strahlenexponierter Personen, insb. §§ 77–79 und 81).
- Arbeitsmedizinische Vorsorgeuntersuchungen für medizinische Berufe sind in der Unfallverhütungsvorschrift der Berufsgenossenschaft für Gesundheits- und Wohlfahrtspflege festgelegt.[1]

## Pflicht-, Angebots-, Wunsch- und Eignungsuntersuchungen
- Für eine Reihe von arbeitsbedingten Belastungen gibt es Pflichtuntersuchungen: Der Arbeitgeber hat bei diesen Tätigkeiten Vorsorgeuntersuchungen zu veranlassen. Ohne das Vorliegen eines unbedenklichen Untersuchungsergebnisses darf er den Arbeitnehmer nicht an einem Arbeitsplatz beschäftigen, an dem dieser einschlägig belastet ist (z. B. durch Gefahrstoffe).
- Für andere Tätigkeiten schreibt die ArbMedVV vor, dass der Arbeitgeber den Beschäftigten Vorsorgeuntersuchungen anbieten muss. Für die Mitarbeiter ist die Teilnahme jedoch freiwillig, und die ärztliche Bescheinigung ist auch nicht Voraussetzung für die Tätigkeit („Angebotsuntersuchungen“).
- Darüber hinaus muss gemäß Arbeitsschutzgesetz den Beschäftigten die Möglichkeit geboten werden, sich auf eigenen Wunsch im Hinblick auf eine gesundheitliche Belastung bei der Arbeit fachärztlich untersuchen zu lassen – unabhängig davon, ob es hierfür eine spezielle Vorschrift gibt oder nicht: Hier spricht man von „Wunschuntersuchungen“ (ArbMedVV) oder häufig auch von allgemeinen arbeitsmedizinischen Vorsorgeuntersuchungen.
- Neben den Untersuchungen zur Vorbeugung bzw. Früherkennung von Gesundheitsstörungen gibt es solche, bei denen die Eignung für bestimmte Tätigkeiten. festgestellt wird. So soll auch eine Gefährdung von Arbeitskollegen, Dritten oder von wesentlichen Sachgütern minimiert werden – zum Beispiel bei Fahr- oder Steuertätigkeiten.

## Erst-, Nachuntersuchungen und nachgehende Untersuchungen
Grundsätzlich hat vor Aufnahme einer gefährdenden Tätigkeit eine Erstuntersuchung stattzufinden.
Während der gefährdenden Tätigkeit sollen gemäß den Untersuchungsgrundsätzen Nachuntersuchungen stattfinden.
Bei einer Tätigkeit mit krebserzeugenden Stoffen sollen auch nach Beendigung der gefährdenden Tätigkeit bis zum fünfundsiebzigsten Lebensjahr nachgehende Untersuchungen stattfinden.

## Untersuchungs-Grundsätze
Die Träger der gesetzlichen Unfallversicherung, insbesondere die gewerblichen Berufsgenossenschaften (BGen), haben im Lauf der Jahre eine Reihe von Empfehlungen herausgegeben, die Mindeststandards für spezielle Untersuchungen formulieren und den jeweils aktuellen Stand der Wissenschaft wiedergeben sollen. Die Festlegung des Untersuchungsumfangs bleibt stets Sache des Arztes, von dem deshalb eine besondere fachliche Qualifikation verlangt wird. Diese Empfehlungen wurden unter dem Titel Berufsgenossenschaftliche Grundsätze für arbeitsmedizinische Vorsorgeuntersuchungen veröffentlicht. In dieser Publikation wurden sie mit dem Buchstaben „G“ und einer fortlaufenden Nummer bezeichnet. Die früher vom Hauptverband der Gewerblichen Berufsgenossenschaften (HVBG) herausgegebenen Grundsätze galten nach dem Zusammenschluss mit den Unfallkassen zur Deutschen Gesetzlichen Unfallversicherung (DGUV) auch für die öffentlichen Träger. Andere, zusätzliche Untersuchungen wie die „H-Grundsätze“ werden weiterhin zusätzlich von der Landwirtschafts-BG veröffentlicht. Nicht alle G-Grundsätze sind in der ArbMedVV abgebildet. Nachdem die G-Grundsätze 2022 ausgelaufen sind, werden nun die „DGUV Empfehlungen für arbeitsmedizinische Beratungen und Untersuchungen“ herausgegeben, welche weiterhin als Fachstandard gelten. Zunehmend werden jedoch von dem zuständigen Bundesministerium für Arbeit und Soziales Arbeitsmedizinische Regeln mit Gesetzescharakter herausgegeben, welche Vorsorgeanlässe konkretisieren.

## Qualitätsanforderungen
Die meisten arbeitsmedizinischen Vorsorgeuntersuchungen muss der Arbeitgeber von fachlich besonders qualifizierten Ärzten durchführen lassen, das heißt von Fachärzten für Arbeitsmedizin oder anderweitig hinreichend ausgebildeten Ärzten mit der Zusatzbezeichnung Betriebsmedizin. Untersuchungen, die ausschließlich durch BG-Recht geregelt sind, dürfen auch andere, von der BG ermächtigte Ärzte durchführen.
Die Deutsche Gesellschaft für Arbeitsmedizin und Umweltmedizin e. V. hat Leitlinien herausgegeben, die gute Anhaltspunkte für sachgerechtes, am aktuellen Wissensstand orientiertes arbeitsmedizinisches Handeln bieten.

## Auswahlkriterien
Die Entscheidung, welche Vorsorgeuntersuchungen veranlasst oder zumindest den Beschäftigten angeboten werden müssen, setzt stets eine sorgfältige, professionelle Beurteilung der Arbeitsbedingungen (sogenannte Gefährdungsbeurteilung) voraus. Verbindliche Grundlage ist der Anhang Arbeitsmedizinische Pflicht- und Angebotsvorsorge der Verordnung zur arbeitsmedizinischen Vorsorge (ArbMedVV). Eine erste Orientierung bieten auch die von den Berufsgenossenschaften herausgegebenen Auswahlkriterien für arbeitsmedizinische Vorsorgeuntersuchungen (BGI 504-0 -Allgemeiner Teil-) sowie die Auswahlkriterien für die spezielle arbeitsmedizinische Vorsorge (BGI 504-xx).
Die persönliche Kenntnis der Arbeitsplätze und Abläufe ist für den untersuchenden Arzt unerlässlich. Aus diesem Grund soll der Arbeitgeber vorrangig den gemäß ASiG bestellten Betriebsarzt mit den Vorsorgeuntersuchungen beauftragen. Eine Abweichung ist kaum möglich, da der Arzt den genauen Arbeitsplatz persönlich kennen muss. Eine Vorsorgeuntersuchung gilt daher im Regelfall ausschließlich für einen konkreten Betrieb, bei einem Arbeitsplatzwechsel, müssen diese erneut vorgenommen werden.

## Generelle Untersuchungsregeln
Die Vorsorgeuntersuchungen umfassen in der Regel
1. die Begehung oder die Kenntnis des Arbeitsplatzes durch den Arzt,
2. die arbeitsmedizinische Befragung und Untersuchung des Beschäftigten,
3. die Beurteilung des Gesundheitszustands der Beschäftigten unter Berücksichtigung der Arbeitsplatzverhältnisse,
4. die individuelle arbeitsmedizinische Beratung und
5. die Dokumentation der Untersuchungsergebnisse.

Biomonitoring ist Bestandteil der arbeitsmedizinischen Vorsorgeuntersuchungen, soweit anerkannte Verfahren und Werte zur Beurteilung, insbesondere biologische Grenzwerte, vorhanden sind.
Bei arbeitsmedizinischen Vorsorgeuntersuchungen ist
1. der Untersuchungsbefund schriftlich festzuhalten,
2. der Beschäftigte über den Untersuchungsbefund zu unterrichten,
3. dem Beschäftigten eine Bescheinigung darüber auszustellen, ob und inwieweit gegen die Ausübung der Tätigkeit gesundheitliche Bedenken bestehen und
4. dem Arbeitgeber eine Kopie der Bescheinigung des Untersuchungsergebnisses auszuhändigen
 a) wenn es sich um eine „Pflichtuntersuchungen“ (vgl. ArbMedVV) handelt oder
 b) wenn dies vorab betrieblich so vereinbart wurde (z. B. bei Eignungsuntersuchungen für Fahr-, Steuer- und Überwachungstätigkeiten oder Atemschutzgeräteträger)

## Ärztliche Schweigepflicht
Wie bei jeder ärztlichen Untersuchung unterliegen sämtliche Befunde und Informationen der ärztlichen Schweigepflicht. Die Ergebnismitteilung an den Arbeitgeber hat sich auf die Aussage zu beschränken, ob gesundheitliche Bedenken vorliegen (evtl. befristet) oder nicht, oder ob bestimmte Auflagen bei der Tätigkeit zu beachten sind.
Untersagt der Untersuchte die Weitergabe dieser ärztlichen Bescheinigung, so muss sich der Arzt auf die Mitteilung an den Unternehmer beschränken, dass die Untersuchung stattgefunden hat.
Ist (bei Eignungsuntersuchungen) der Schutz von Arbeitskollegen oder Dritten bzw. von wesentlichen Sachgütern zu berücksichtigen, so hat der Arzt eine Rechtsgüterabwägung vorzunehmen. Er ist offenbarungsbefugt, wenn dem zu schützenden Rechtsgut der höhere Rang einzuräumen ist.
Geht es um Gesundheitsaspekte des Untersuchten selbst, so geht das Selbstbestimmungsrecht bei noch vertretbarem Gesundheitsrisiko des Untersuchten so weit, dass er sich nicht gegen seinen Willen vor Schaden zu bewahren lassen braucht, vorausgesetzt, er ist zuvor hinreichend über die möglichen Folgen einer unveränderten Fortsetzung der Tätigkeit belehrt worden.

## Die Untersuchungen
| Bezeichnung | Regelung                                                                                | Zweck                                      | Beurteilungskriterien | Standards                                     |
| --- | --------------------------------------------------------------------------------------- | ------------------------------------------ | --- | --------------------------------------------- |
| Acrylnitril, Alkylquecksilber, Aromatische Nitro- und Aminoverbindungen, Arsen/-verbindungen, Asbest, Benzol, Beryllium, Blei/-verbindungen, Cadmium/-verbindungen, Chrom-VI-Verbindungen, Dimethylformamid, Fluor/-verbindungen, Glycerintrinitrat/Glykoldinitrat, Hartholzstaub, Kohlenstoffdisulfid, Kohlenmonoxid, Mehlstaub, Methanol, Nickel/-verbindungen, Polycyclische aromatische Kohlenwasserstoffe, weißer Phosphor, Platinverbindungen, Quecksilber/-verbindungen, Schwefelwasserstoff, Silikogene u. a. Stäube, Styrol, Tetrachlorethan, Toluol, Trichlorethen, Vinylchlorid, Xylol | ArbMedVV                                                                                | Vorbeugung                                 | Biomonitoring, Früherkennung von Schäden. Untersuchung und Beurteilung richten sich nach dem Gefahrstoff oder -gemisch | diverse BG-Grundsätze                         |
| n-Hexan, n-Heptan, 2-Butanon, 2-Hexanon, Ethanol, 2-Methoxyethanol, Dichlormethan, 1,1,1-Trichlorethan, Trichlorethen, Tetrachlorethen | ArbMedVV                                                                                | Vorbeugung                                 | Biomonitoring, Früherkennung von Schäden. Untersuchung und Beurteilung richten sich nach dem Gefahrstoff oder -gemisch. | diverse BG-Grundsätze                         |
| Feuchtarbeit | ArbMedVV                                                                                | Vorbeugung                                 | Untersuchung der Haut | G 24                                          |
| Schweißen | ArbMedVV                                                                                | Vorbeugung                                 | Lunge, Atemwege, Röntgen, evtl. Biomonitoring | G 39                                          |
| Getreide-/Futtermittelstaub | ArbMedVV                                                                                | Vorbeugung                                 | Lunge, Atemwege, Röntgen, evtl. allergolog. Untersuchung | G 23, H 6                                     |
| Labortierstaub | ArbMedVV                                                                                | Vorbeugung                                 | Lunge, Atemwege, Röntgen, evtl. allergolog. Untersuchung | G 23                                          |
| Isocyanate | ArbMedVV                                                                                | Vorbeugung                                 | Lunge, Atemwege, Röntgen, evtl. Laborwerte | G 27                                          |
| Naturgummilatexhandschuhe | ArbMedVV                                                                                | Vorbeugung                                 | Haut, Lunge, Atemwege, evtl. allergologische Untersuchung | G 23, 24                                      |
| unausgehärtete Epoxidharze | ArbMedVV                                                                                | Vorbeugung                                 | Haut, Lunge, Atemwege, evtl. allergologische Untersuchung | G 23, 24                                      |
| Schädlingsbekämpfung, Begasung | ArbMedVV                                                                                | Eignung, Vorbeugung, Tragen von Atemschutz | Geruchsvermögen, Farbwahrnehmung, Haut, Lunge, Atemwege, Herz/Kreislauf, evtl. Labor | TRGS 512, 513, 522, 523 G 26, H 2, evtl. G 40 |
| Krebserzeugende oder erbgutverändernde Stoffe oder Zubereitungen | ArbMedVV                                                                                | Vorbeugung                                 | Biomonitoring, Früherkennung von Schäden | G 4, 40, 44                                   |
| Lärm | ArbMedVV                                                                                | Vorbeugung                                 | Früherkennung von Gehörschäden | G 20, H 1                                     |
| Ganzkörper- und Hand-Arm-Vibrationen | ArbMedVV                                                                                | Vorbeugung                                 | Früherkennung von Wirbelsäulen- bzw. Gelenkschäden oder Durchblutungsstörungen | Merkblätter ärztl. Unters.                    |
| Kältearbeiten | ArbMedVV                                                                                | Vorbeugung, Eignung                        | Herz/Kreislauf, Atmungsorgane, Haut, Nervensystem, Gelenke, Nieren, Ausschluss von Suchterkrankungen, evtl. Laborwerte u. a. | G 21                                          |
| Säureschäden der Zähne | entfällt                                                                                | Vorbeugung                                 | Zähne, Zahnfleisch, Mundhöhle | G 22                                          |
| Obstruktive Atemwegserkrankungen durch Allergene, chemisch-irritative oder toxische Stoffe | entfällt                                                                                | Vorbeugung                                 | Lunge, Atemwege, ggf. Röntgen, evtl. allergologische Diagnostik u. a. | G 23                                          |
| Hauterkrankungen (mit Ausnahme von Hautkrebs) | ArbMedVV                                                                                | Vorbeugung                                 | Untersuchung der Haut, evtl. dermatologisch-allergologische Diagnostik | G 24                                          |
| Fahr-, Steuer- und Überwachungstätigkeiten | Arbeitsanweisungen, Binnenschifferpatentverordnung, Rheinschifferpatentverordnung u. a. | Eignung                                    | Herz/Kreislauf, Nervensystem, Psyche, Einnahme von Medikamenten, Ausschluss von Suchterkrankungen, Seh- und Hörvermögen, Laborwerte (Urin-, evtl. Blutuntersuchung), bei Flurförderzeugen ist eine Perimetrie-Untersuchung erforderlich | G 25                                          |
| Atemschutzgeräte | ArbMedVV                                                                                | Vorbeugung, Eignung                        | Leistungsfähigkeit bzw. Belastbarkeit von Herz, Kreislauf und Atmung. Nervensystem, Psyche, Einnahme von Medikamenten, Ausschluss von Suchterkrankungen, Seh- und Hörvermögen, ggf. Röntgen, ggf. Laborwerte und weitere Parameter. Untersuchungsumfang und Beurteilung richten sich nach der Art der Atemschutzgeräte (Gruppe 1–3) und der Belastung beim Einsatz                                                                    | G 26                                          |
| Hitzearbeiten | ArbMedVV                                                                                | Vorbeugung, Eignung                        | Leistungsfähigkeit bzw. Belastbarkeit von Herz, Kreislauf. Innere Organe, Augen, Nervensystem, Psyche, Einnahme von Medikamenten, Ausschluss von Suchterkrankungen, ggf. Röntgen, ggf. Laborwerte und weitere Parameter | G 30                                          |
| Überdruck | Druckluftverordnung                                                                     | Vorbeugung, Eignung                        | Leistungsfähigkeit bzw. Belastbarkeit von Herz, Kreislauf und Atmungsorganen. Innere Organe, Augen, Ohren, Nervensystem, Psyche, Einnahme von Medikamenten, Ausschluss von Suchterkrankungen, Laborwerte, ggf. Röntgen und weitere Parameter | G 31, behördlich ermächtigte Ärzte            |
| Arbeitsaufenthalt im Ausland unter besonderen klimatischen und gesundheitlichen Belastungen | ArbMedVV                                                                                | Vorbeugung, Eignung                        | Information über besondere klimatische und gesundheitliche Belastungen am Einsatzort. Malaria- und Impfprophylaxe. Früherkennung von Erkrankungen. Laborwerte, auch im Hinblick auf Infektionserkrankungen. Herz, Kreislauf, Innere Organe, Haut, Augen, Ohren, Nervensystem, Psyche, Einnahme von Medikamenten, Ausschluss von Suchterkrankungen, ggf. Röntgen, weitere Parameter, ggf. ergänzende tropenmedizinische Untersuchungen | G 35                                          |
| Bildschirmarbeit | ArbMedVV                                                                                | Vorbeugung                                 | Sehschärfe (Ferne, Nähe, arbeitsplatzbezogen), beidäugige Sehfunktionen, zentrales Gesichtsfeld, ggf. Farbensinn. Bewegungsapparat, Nervensystem u. a. | G 37                                          |
| Arbeiten mit Absturzgefahr | Betriebliche Arbeitsanweisungen                                                         | Vorbeugung, Eignung                        | Leistungsfähigkeit bzw. Belastbarkeit von Herz, Kreislauf. Gleichgewichtsfunktionen, Seh- und Hörvermögen, Innere Organe, Nervensystem, Psyche, Einnahme von Medikamenten, Ausschluss von Suchterkrankungen, Laborwerte, ggf. weitere Parameter | G 41                                          |
| Tätigkeiten mit Infektionsgefährdung | ArbMedVV                                                                                | Vorbeugung, Eignung                        | Früherkennung von Erkrankungen, Einnahme von Medikamenten, Immun- und Impfstatus, Laborwerte, Impfung, ggf. weitere Parameter. Untersuchung und Beurteilung richten sich nach dem biologischen Arbeitsstoff bzw. Erreger. | G 42                                          |
| Biotechnologie | Gentechnik- Sicherheitsverordnung                                                       | Vorbeugung                                 | Früherkennung von Erkrankungen, Einnahme von Medikamenten, Immun- und Impfstatus, Laborwerte, Impfung, ggf. weitere Parameter. Untersuchung und Beurteilung richten sich nach dem biologischen Arbeitsstoff bzw. Erreger. | TRBA 310 G 43                                 |
| Belastungen des Muskel- und Skelettsystems | ArbMedVV, Lastenhandhabungs- verordnung                                                 | Vorbeugung                                 | Früherkennung von Erkrankungen, Halte- und Bewegungsapparat, Nervensystem, Durchblutung, Gelenke, ggf. Laborwerte, ggf. weitere Parameter | G 46                                          |
| Pflanzenschutzmittel | UVV der landwirtschaftlichen BGen                                                       | Vorbeugung, Tragen von Atemschutz          | Früherkennung von Erkrankungen, Haut, Innere Organe, Reproduktion, Nervensystem, Psyche, Laborwerte, ggf. weitere Parameter | H 2                                           |
| Arbeiten im Forst | UVV der landwirtschaftlichen BGen                                                       | Vorbeugung, Eignung                        | Früherkennung von Erkrankungen. Leistungsfähigkeit bzw. Belastbarkeit von Herz, Kreislauf und Atmung. Gleichgewichtsfunktionen, Seh- und Hörvermögen, Innere Organe, Nervensystem, Psyche, Einnahme von Medikamenten, Ausschluss von Suchterkrankungen, Laborwerte, ggf. Röntgen und weitere Parameter | H 8, GUV-I 8520                               |
| Baumarbeiten | UVV der landwirtschaftlichen BGen                                                       | Vorbeugung, Eignung                        | Früherkennung von Erkrankungen. Leistungsfähigkeit bzw. Belastbarkeit von Herz, Kreislauf und Atmung. Gleichgewichtsfunktionen, Seh- und Hörvermögen, Innere Organe, Nervensystem, Psyche, Einnahme von Medikamenten, Ausschluss von Suchterkrankungen, Laborwerte, ggf. Röntgen und weitere Parameter | H 9                                           |
| Arbeiten in Kompostierungsanlagen | UVV der landwirtschaftlichen BGen, ArbMedVV                                             | Vorbeugung, Eignung                        | Früherkennung von Erkrankungen. Lunge, Atemwege, Immunsystem, Haut, Röntgen, Laborwerte, ggf. weitere Parameter | H 10                                          |
| Berufliche Strahlenexposition oder Röntgenexposition | Strahlenschutzverordnung                                                                | Vorbeugung                                 | Früherkennung von Schädigungen. Untersuchung und Beurteilung richten sich nach der Art der Exposition. | behördlich ermächtigte Ärzte                  |